# Aksaier Buntschwein
Das Aksaier Buntschwein (Russisch: Аксайская черно-пестрая, Aksaiskaja tscherno-pestraja) ist eine Schweinerasse aus Kasachstan.

## Zuchtgeschichte
Die Rasse wurde in Aksai in Almaty durch Kreuzung von einheimischen Sauen mit Ebern der Rassen Large White, Berkshire-Schwein und Estnisches Speckschwein entwickelt.

## Charakteristika
- Farbe schwarz-getigert (bunt)
- Konformation harmonisch
- Gewicht Sauen 245 kg, Eber 317 kg

Es existieren 3 Eberlinien und 6 Sauenfamilien. Die Rasse wird gerne zur Kreuzungszucht mit den Rassen Nordkaukasus-Schwein, Large White und Deutsche Landrasse eingesetzt.

## Vorkommen
Hauptzuchtzentren sind Kaskelenski und Aksai in Almaty in Kasachstan. Die Gesamtzahl betrug 1980 5.000 reinrassige Tiere.